# Sénat de Caroline du Sud
Capitole de l'État de Caroline du Sud, Columbia
Le Sénat de Caroline du Sud (en anglais : South Carolina Senate) est la chambre haute de l'Assemblée générale de l'État américain de la Caroline du Sud.

## Système électoral
Le sénat de Caroline du Sud est composé de 46 sièges pourvus pour quatre ans au scrutin uninominal majoritaire à un tour dans autant de circonscriptions.
Les circonscriptions comprennent en moyenne 112 000 habitants. Un sénateur doit avoir au moins 25 ans et résider dans sa circonscription.

## Siège
Le Sénat siège au Capitole de l'État situé à Columbia, capitale de Caroline du Sud.

## Présidence
Le lieutenant-gouverneur préside de droit le Sénat, mais il ne peut voter qu'en cas d'égalité des suffrages. Un président est élu et dirige réellement le Sénat. Cette fonction est exercée par le républicain Harvey S. Peeler depuis 2019.

## Représentation
Lors des élections de 2000, le Parti démocrate — majoritaire depuis la Reconstruction — se retrouve à égalité avec le Parti républicain (23 sièges chacun). Lors de l'ouverture de la législature, en janvier 2001, les républicains deviennent majoritaire grâce à la défection d'un sénateur démocrate. Depuis les élections de 2004, les républicains sont majoritaires.
Lors des élections du 3 novembre 2020, les républicains ont remporté 30 sièges contre 16 aux démocrates.
| Mandat    | Parti      | Parti        | Total |
| Mandat    | Démocrates | Républicains | Total |
| --------- | ---------- | ------------ | ----- |
| Mandat    |            |              | Total |
| 2013-2017 | 18         | 28           | 46    |
| 2017-2021 | 18         | 28           | 46    |
| 2021-2025 | 16         | 30           | 46    |